# Open Sud de France 2025
Open Sud de France 2025 a fost un turneu de tenis care s-a jucat pe terenuri dure acoperite. A fost cea de-a 38-a ediție a evenimentului și a făcut parte din seria ATP 250 din Circuitul ATP 2025. A avut loc la Arena Montpellier din Montpellier, Franța, în perioada 27 ianuarie–2 februarie 2025.

## Campioni

### Simplu
Pentru mai multe informații consultați Open Sud de France 2025 – Simplu

### Dublu
Pentru mai multe informații consultați Open Sud de France 2025 – Dublu

## Puncte și premii în bani

### Distribuția punctelor
| Probă  | C   | F   | SF  | QF | R16 | R32 | Q   | Q2  | Q1  |
| Simplu | 250 | 165 | 100 | 50 | 25  | 0   | 12  | 7   | 0   |
| Dublu  | 250 | 150 | 90  | 45 | N/A | 0   | N/A | N/A | N/A |

### Premii în bani
| Probă  | C        | F        | SF       | QF       | R16      | R28     | Q2      | Q1      |
| Simplu | 90.680 € | 52.890 € | 31.090 € | 18.015 € | 10.460 € | 6.390 € | 3.200 € | 1.745 € |
| Dublu* | 31.530 € | 16.940 € | 9.910 €  | 5.500 €  | 3.240 €  | N/A     | N/A     | N/A     |

*per echipă